# 大阪市立茨田小学校
大阪市立茨田小学校（おおさかしりつまったしょうがっこう）は、大阪府大阪市鶴見区にある公立小学校。

## 概要
鶴見区の南東部を校区とする。大阪市立茨田南小学校の校区を分離する形で1998年に開校した。校庭の片隅には「すくすくの森」と呼ばれるビオトープがあり、トンボやメダカ等、さまざまな生物が活動している。

## 沿革
母体となる大阪市立茨田南小学校では、1997年時点で1269人34学級の過大規模校となっていた。過大校解消の必要が生じていたことから、1998年に茨田南小学校から分離する形で大阪市立茨田小学校が開校した。

### 年表
- 1998年4月 - 大阪市立茨田小学校として大阪市立茨田南小学校から分離開校。

## 通学区域
- 大阪市鶴見区 徳庵2丁目、中茶屋1-2丁目の全域。
- 大阪市鶴見区 諸口2・4・5丁目、徳庵1丁目、安田1-2丁目のそれぞれ一部。

卒業生は大阪市立茨田中学校へ進学する。

## 交通
- JR学研都市線 鴻池新田駅 北西へ約1200m。